# Семёнов, Мануил Григорьевич
Мануил Григорьевич Семёнов (1914—1986) — советский журналист, военный корреспондент, писатель-сатирик, главный редактор журнала «Крокодил».

## Биография
Родился 6 июня 1904 года в селе Кривой Бузан, ныне Красноярского района Астраханской области в рабочей семье.
В 1936 году окончил Ленинградский институт журналистики. Работал в газетах Астрахани и Сталинграда. Член ВКП(б) с 1932 года.
В годы Великой Отечественной войны — корреспондент армейских газет «За Родину» (3-й Прибалтийский фронт), «За честь Родины» (20А). Подполковник.
В 1946—1958 годах работал в газетах «Комсомольская правда» и «Известия».
В 1958—1975 годах — главный редактор журнала «Крокодил».
Умер 6 сентября 1986 года. Похоронен в Москве на Кунцевском кладбище (уч. 10).

## Сочинения
- Весёлые именины: Фельетоны, рассказы. — М., 1959
- Березкин едет на такси. — М., 1961
- Год рыболова: Повесть. — М., 1964
- Будьте здоровы! — М., 1965
- В чемодане улыбка: Новеллы. — М., 1966
- Весёлый поток: Московские фельетоны. — М., 1972
- В зеркале сатиры: Повести, фельетоны, рассказы. — Волгоград, 1974
- Год рыболова: Повесть. — М., 1979.
- Крокодильские были. — М., 1982.
- Голова дракона: Фельетоны, рассказы. — М., 1982.

и другие.